# Palau de Congressos de Peníscola
El Palau de Congressos de Peníscola és un edifici multi-funcional de la ciutat de Peníscola. Va ser dissenyat pels arquitectes Ignacio García Pedrosa i Ángela García de Paredes.

## Situació
L'edifici està situat en la part nova de la ciutat de Peníscola (Baix Maestrat, País Valencià) al carrer del Mestre Bayarri, en la cantonada amb el carrer de Blasco Ibáñez.

## Superfície
- Superfície del Parc: 4.437 m2
- Superfície en planta: 3.033 m2
- Superfície construïda: 6.175 m2

## Prestacions
L'edifici compta amb un vestíbul distribuït en dos pisos, un auditori de 760 m2, una sala d'exposicions de 39,30 m2 destinada a acollir exposicions de tota classe, tres sales de reunions de 64,50 m2 cadascuna, una sala comitè de 39,30 m2, cafeteria de 180 m2 amb vistes a la ciutat, sala de premsa de 44,75 m2, diversos despatxos de 15 m2 i sala VIP de 44,40 m².

## Galeria d'imatges

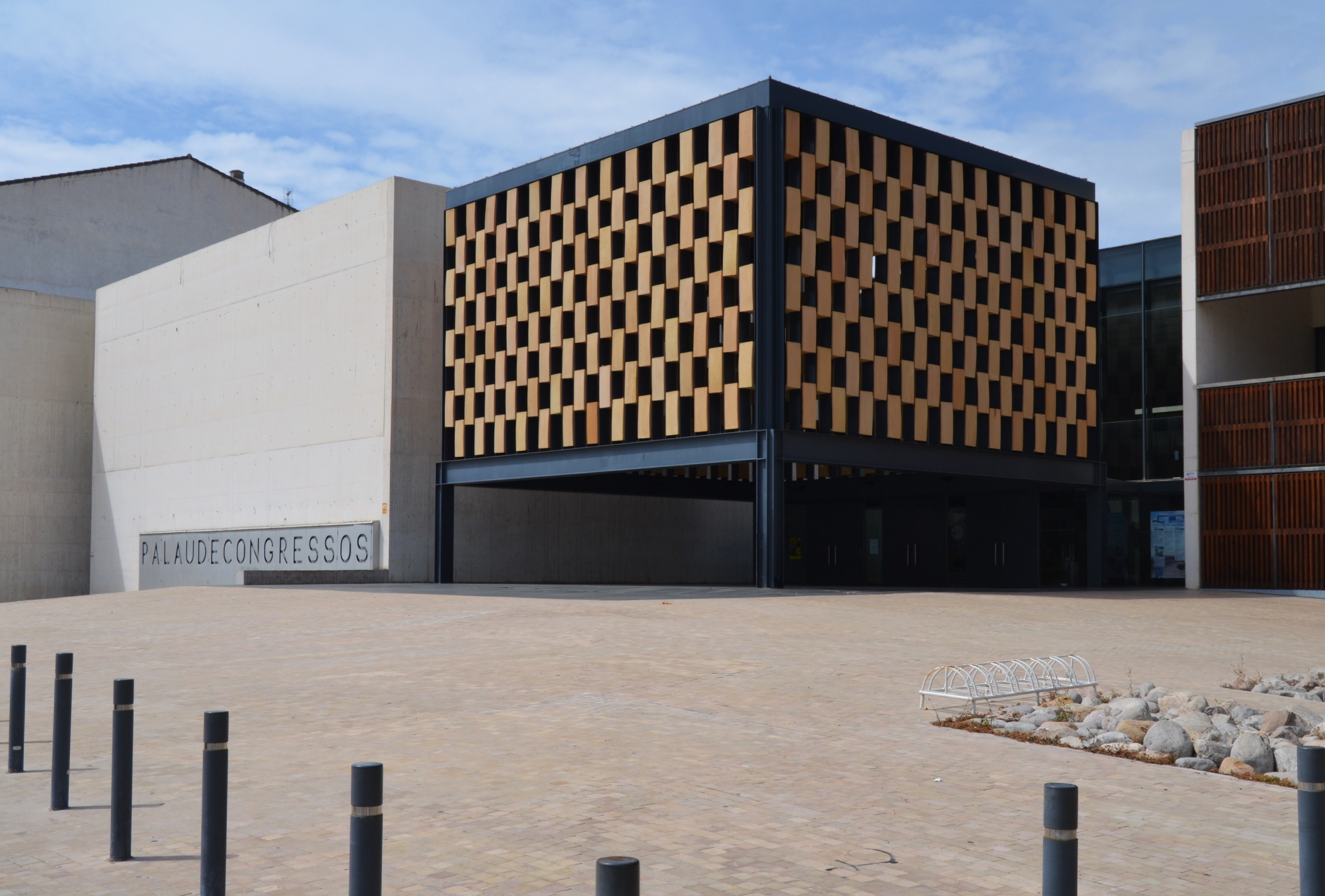
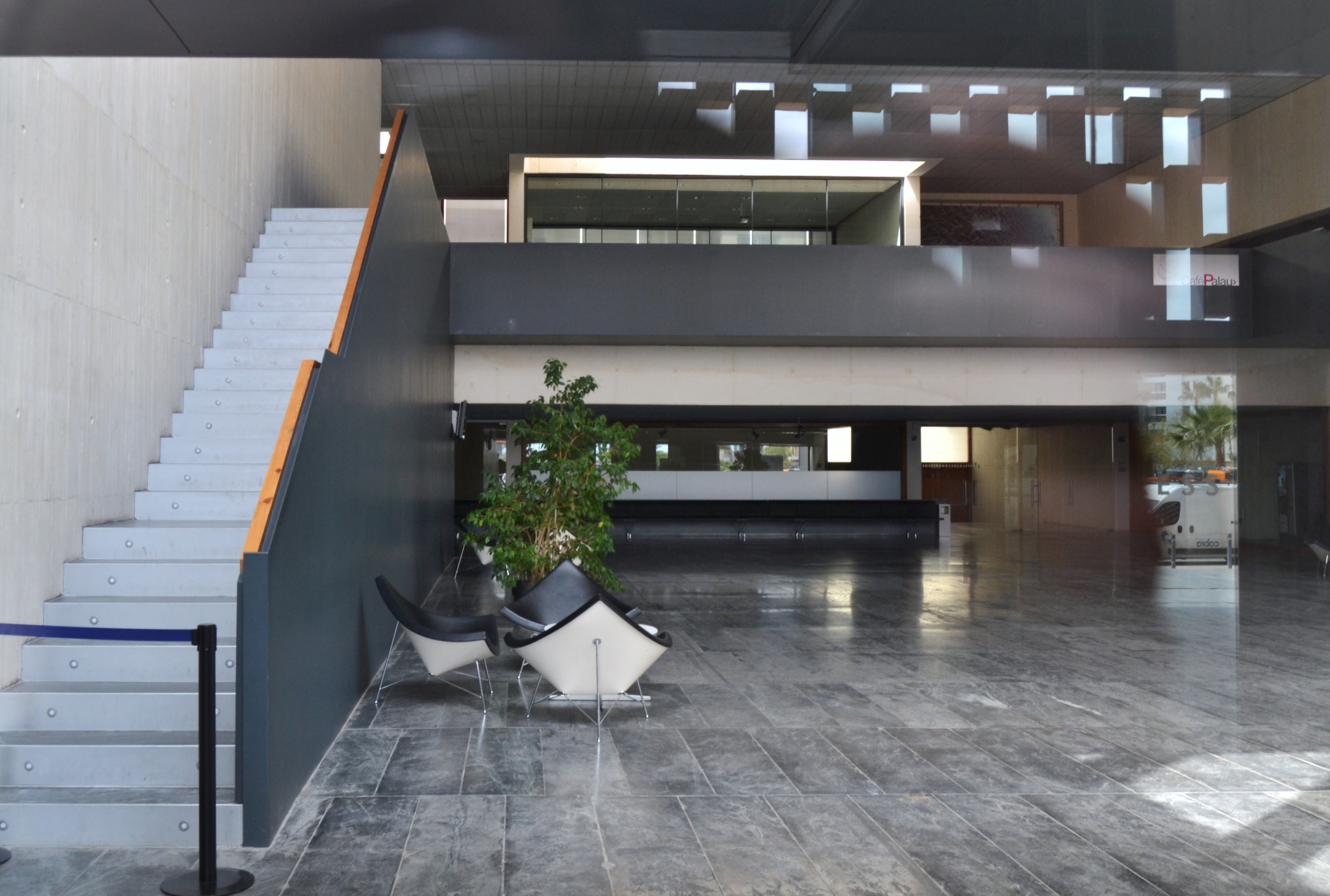
Vestíbul.
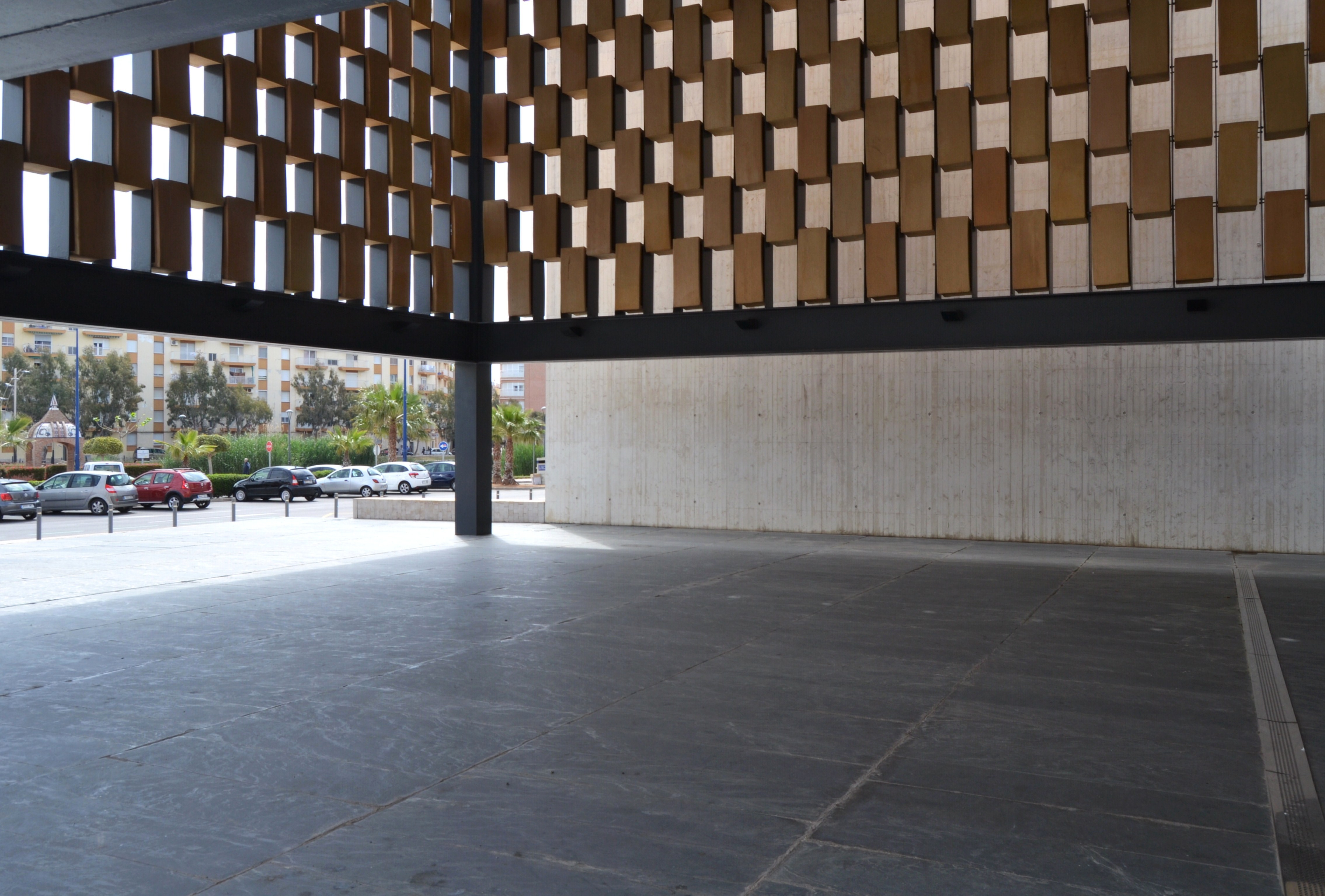
Part inferior de l'umbracle